# 林禹
林禹（英語：Lin Yu，1990年11月3日—），台灣男演員、歌手，主要在台灣與中國大陸發展，2021年因在《戀愛是科學》中飾演同志「戴歐文」一角而為人熟悉。

## 簡歷
林禹有一名擔任空中服務員的妹妹林靜。畢業於文化大學俄國語文系，並於北京電影學院表演系進修。他過去都在中國發展，最近回到台灣經營健身事業，也決定接演演藝生涯當中的第一部台劇，在《戲說台灣》當中挑戰台語，主演月老下屬「新娘神」一角；於2021年《戀愛是科學》中飾演同志「戴歐文」一角而為人熟悉。

## 感情生活
林禹曾與中國內蒙古女星焦娜交往四年。

## 演出作品

### 電視劇 / 網路劇
| 首播   | 播放平台            | 劇名               | 角色   |
| ------ | ------------------- | ------------------ | ------ |
| 2017年 | 網路劇              | 《悟空日記》       | 東方陌 |
| 2020年 | 三立台灣台          | 《戲說台灣》       | 新娘神 |
| 2021年 | 台視主頻 三立都會台 | 《戀愛是科學》     | 戴歐文 |
| 2021年 | Netflix             | 《華燈初上》       | 學生   |
| 2023年 | 中視 衛視中文台     | 《女兒大人加個賴》 | 林木哉 |

### 電影
| 首映 | 電影名       | 角色 |
| ---- | ------------ | ---- |
| 2020 | 青蛇之萬獸城 | 樊海 |

## 外部連結
- 林禹的Facebook專頁
- 林禹的Instagram帳戶